# CDX1
CDX1 (англ. Caudal type homeobox 1) – білок, який кодується однойменним геном, розташованим у людей на короткому плечі 5-ї хромосоми.  Довжина поліпептидного ланцюга білка становить 265 амінокислот, а молекулярна маса — 28 138.
| 10         |  | 20         |  | 30         |  | 40         |  | 50         |
| ---------- |  | ---------- |  | ---------- |  | ---------- |  | ---------- |
| MYVGYVLDKD |  | SPVYPGPARP |  | ASLGLGPQAY |  | GPPAPPPAPP |  | QYPDFSSYSH |
| VEPAPAPPTA |  | WGAPFPAPKD |  | DWAAAYGPGP |  | AAPAASPASL |  | AFGPPPDFSP |
| VPAPPGPGPG |  | LLAQPLGGPG |  | TPSSPGAQRP |  | TPYEWMRRSV |  | AAGGGGGSGK |
| TRTKDKYRVV |  | YTDHQRLELE |  | KEFHYSRYIT |  | IRRKSELAAN |  | LGLTERQVKI |
| WFQNRRAKER |  | KVNKKKQQQQ |  | QPPQPPMAHD |  | ITATPAGPSL |  | GGLCPSNTSL |
| LATSSPMPVK |  | EEFLP      |  |            |  |            |  |            |

A: Аланін

C: Цистеїн

D: Аспарагінова кислота

E: Глутамінова кислота

F: Фенілаланін

G: Гліцин

H: Гістидин

I: Ізолейцин

K: Лізин

L: Лейцин

M: Метіонін

N: Аспарагін

P: Пролін

Q: Глутамін

R: Аргінін

S: Серин

T: Треонін

V: Валін

W: Триптофан

Кодований геном білок за функціями належить до активаторів, білків розвитку. 
Задіяний у таких біологічних процесах як транскрипція, регуляція транскрипції, поліморфізм, альтернативний сплайсинг. 
Білок має сайт для зв'язування з ДНК. 
Локалізований у ядрі.